# Nemesgulács
Nemesgulács es un pueblo ubicado en el distrito de Tapolca, en el condado de Veszprém, Hungría.

## Superficie
Posee una superficie de 8,350 kilómetros cuadrados.

## Demografía
Hasta 2024 la población era de 939 habitantes, con una densidad de población de 112,46 habitantes por kilómetro cuadrado.